# Bund Evangelikaler Gemeinden in Österreich

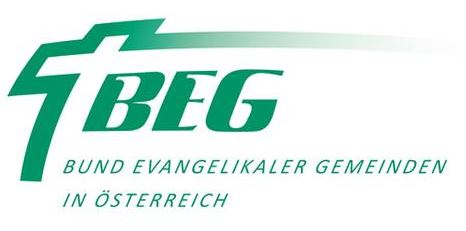
Logo des BEG in Österreich

Der Bund Evangelikaler Gemeinden in Österreich (BEG) ist ein Zusammenschluss evangelikaler Gemeinden in Österreich. Der Gemeindebund ist Mitglied der Freikirchen in Österreich und eine staatlich anerkannte Religionsgemeinschaft.
Der 1992 gegründete Bund erhielt 1998 die Rechte einer eingetragenen religiösen Bekenntnisgemeinschaft. Der Zusammenschluss mit vier anderen Gemeindebünden (Baptisten, Freie Christengemeinde – Pfingstgemeinde, Elaia Christengemeinden, Mennoniten) führte 2013 schließlich zur Entstehung der Freikirchen in Österreich.
Im BEG sind 52 Gemeinden mit rund 4.000 Mitgliedern vertreten.

## Geschichte
Die evangelikalen Gemeinden in Österreich sind Teil der weltweiten evangelikalen Erweckungsbewegung, die im späten 18. Jahrhundert in Neuengland und den mittleren Kolonien ihren Ausgangspunkt nahm. Anfang des 19. Jahrhunderts bildeten sich bereits erste unabhängige evangelikale Gemeinden in Mitteleuropa. Nach dem Zweiten Weltkrieg entstanden in Deutschland, der Schweiz, in Österreich vermehrt freikirchliche, evangelikale Gemeinden.
In Österreich kam es nach verschiedenen Gesprächen mit den beteiligten Gemeinden und der Erstellung von Grundsatzpapieren am 21. März 1992 in Traun, Oberösterreich zur Gründung des  Bundes Evangelikaler Gemeinden in Österreich (BEGÖ), dem anfänglich 17 eigenständige Ortsgemeinden angehörten. Ab 11. Juli 1998 wurde der BEGÖ als religiöse Bekenntnisgemeinschaft staatlich eingetragen.
Nachdem die volle staatliche Anerkennung der evangelikalen Gemeinden allein schon wegen der dafür gesetzlich geforderten Mitgliederanzahl von 2 Promille der Gesamtbevölkerung unerreichbar war, schloss sich der BEG mit vier anderen Gemeindebünden, dem Bund der Baptistengemeinden, den Freien Christengemeinden – Pfingstgemeinden, den Elaia Christengemeinden und der Mennonitischen Freikirche zusammen, und am 26. August 2013 wurde die gemeinsame Dachorganisation Freikirchen in Österreich gesetzlich anerkannte Kirche per Verordnung der Unterrichtsministerin (BGBl. II Nr. 250/2013).

## Lehre
Die Bibel gilt für den Verband als oberste verbindliche Lehrautorität in allen Glaubens- und Lebensfragen.
Der BEG hat eine gemeinsame Glaubensgrundlage erarbeitet, die folgende Inhalte behandelt:
- Die Heilige Schrift wird als von Gott inspiriert und daher in den Urschriften als irrtumslos verstanden (1 Tim 3,15-17 ELB).
- Gott ist allmächtig, allwissend, allgegenwärtig, heilig, voller Liebe und zeigt sich in der Dreieinheit (5 Mos 6,4 ELB), (Mt 28,19 ELB).
- Der Mensch wurde nach dem Ebenbild Gottes geschaffen und durch den Sündenfall von seinem Schöpfer getrennt (1 Mos 1,26 ELB). Daher braucht er Erlösung (Röm 3,10-23 ELB).
- Die Erlösung geschieht durch das stellvertretende Opfer Christi, allein aus Gnade, durch Glauben. Es bedarf einer geistlichen Wiedergeburt (1 Petr 1,13-16 ELB).
- Die christliche Gemeinde ist der Leib Christi (1 Kor 12,12-27 ELB). In ihr geschieht Anbetung, Verkündigung, Seelsorge, Diakonie, Bitte und Fürbitte, Glaubenstaufe und Abendmahl (Apg 2,28-41 ELB).
- Zu den letzten Dingen gehören die sichtbare Wiederkunft Christi, das endgültige Gericht, ein neuer Himmel und eine neue Erde, das ewige Leben der Gläubigen und der zweite Tod der Ungläubigen (Offb 21,1-8 ELB).

## Organisation
Der BEG besteht aus organisatorisch selbstständigen Gemeinden, die auch finanziell eigenverantwortlich sind. Die Delegierten der Gemeinden haben sich eine Verfassung mit folgenden Strukturen gegeben:

### Bundesleitung
Sie ist leitendes Organ und hat dafür zu sorgen, dass die Beschlüsse der Delegiertenversammlung umgesetzt werden. Sie besitzt keine Autorität über die Gemeinden. Sie setzt sich nebst dem Vorsitzenden aus den Leitern der verschiedenen Teams zusammen. Sie vertritt den Bund nach außen.

### Delegiertenversammlung
Die Delegierten treffen sich in der Regel einmal pro Jahr. In dringenden Fällen können auch außerordentliche Delegiertenversammlungen einberufen werden. Hier werden die Weichen für das Ganze des BEG gestellt, die Bundesleitung gewählt, neue Gemeinden aufgenommen und das Budget beschlossen.

### Arbeitszweige
Identitätsförderung: Die Gemeinden sollen lernen, dass sie ein Teil von etwas Größerem sind und dass manches gemeinsam besser gelingt, als wenn jede Gemeinde nur für sich arbeitet. Darum finden beispielsweise regionale und nationale Treffen der Gemeinden statt.
Gemeindeentwicklung:  Drei Teams befassen sich mit der Entwicklung der Gemeinde: Das Team Inlandsmission kümmert sich um Gemeindeneugründungen, Gewinnen und Unterstützen von Mitarbeitern sowie um die Partnerschaften mit Missionswerken. Das Team Gemeindeberatung ist zuständig für Personalangelegenheiten, Konfliktmanagement und Gemeindeentwicklung. Das Team Mitarbeiterfragen soll Mitarbeiter begleiten und schulen.
Projektentwicklung: Drei Teams organisieren die Projekte:  Das Team Jugend ist zuständig für die Jugendarbeit und Freizeiten. Das Team Auslandsmission rekrutiert und betreut Missionare,  organisiert Kurzzeiteinsätze und Hilfsprojekte. Das Team Diakonie kümmert sich um Diakonie, also die praktischen Dienste an Christen und Nichtchristen.

### Organisation der Gemeinden
Die Gemeinden des BEG sind autonom und werden als Abbild der neutestamentlichen Gemeinde verstanden. In der Regel sind sie kongregationalistisch organisiert. Die Gemeindeleitung besteht meist aus ehrenamtlichen Ältesten, Diakonen, Diakoninnen und Predigern und auch Pastoren. Ehrenamtliches Engagement der Gemeindemitglieder wird gefördert.

### Mitglieder und Mitgliedsgemeinden
In Österreich gab es 2013 nach eigenen Angaben 46 BEG-Gemeinden, 6 Gemeinden haben den Beobachterstatus. Die letzte amtliche Erfassung bei der Volkszählung 2001 ergab 4.892 Religionszugehörige.
Die Gemeinden verteilen sich: 8 in Wien, 9 in Niederösterreich, 5 in Oberösterreich, 1 in Salzburg, 6 in der Steiermark, 7 in Kärnten, 7 in Tirol, 3 in Vorarlberg.

### Finanzierung
Der Verein wird durch Spenden seiner Mitglieder finanziert. Obwohl der BEG eine Körperschaft des öffentlichen Rechts ist und folglich Kirchensteuern einheben könnte, wird bewusst nicht von dieser Möglichkeit Gebrauch gemacht. Die einzelnen Gemeinden finanzieren sich folglich ebenfalls durch Spenden.

## Gottesdienst und Glaubenspraxis
Eine bindende Ordnung der Gottesdienste gibt es nicht, sie können von Gemeinde zu Gemeinde etwas variieren. Die wichtigsten Elemente der Gottesdienste sind Begrüßung, gemeinsames Singen, Austausch, Fürbitte für konkrete Anliegen wie Krankheit, Missionare, verfolgte Christen sowie die Predigt, deren Text frei gewählt werden kann und den Hauptteil des Gottesdienstes ausmacht. Zeitgleich gibt es für Kinder meistens eine eigene  Kinderstunde (eine „Sonntagsschule“ in altersspezifischen Gruppen). Das Treffen in Kleingruppen ist ein wichtiger Teil des Gemeindelebens.
Während der Woche treffen sie sich in Hauskreisen zur Bibelstunde, in der auf bestimmte biblische Themen eingegangen wird.

### Räume für den Gottesdienst
Die Zusammenkünfte finden oft in eigenen Versammlungsräumen statt, andere kommen in ehemaligen Büroräumen, Schulen oder auch in privaten Wohnzimmern zusammen.

### Taufe und Abendmahl
Die Taufe der Erwachsenen geschieht durch gänzliches Untertauchen im Wasser. Das Abendmahl mit den Elementen Brot und Wein (oft Traubensaft) wird als Zeichen für den Leib und das Blut Jesu angesehen.

### Neutestamentliches Priestertum
Der gemeinsame Aspekt des neutestamentlichen Priestertums spielt bei den Gemeinden des BEG eine wichtige Rolle. Jeder Gläubige soll persönlich mit der Bibel umgehen können, sie privat und in Bibelkreisen studieren, auslegen und wirken lassen. Daher finden sich unter den Evangelikalen viele mit beträchtlicher Bibelkenntnis. Sie sehen es auch als eine wichtige Aufgabe, alle Gnadengaben in sich selbst zu entwickeln, um so Zeugen Jesu vor der Welt zu sein.

### Gesellschaftliches Leben
Die Mitglieder werden dazu ermutigt, die politischen Rechte und Verpflichtungen wahrzunehmen. Die Mitarbeit in politischen Gremien wird grundsätzlich bejaht, weil die staatlichen Organe als von Gott mit Autorität ausgestattet angesehen werden.

## Verhältnis zu anderen Kirchen und Glaubensgemeinschaften
Der BEG strebt gegenseitige Achtung, Wertschätzung und respektvolle Kommunikation mit allen Kirchen und Werken an. Er will alle anderen in der Unterschiedlichkeit achten und sich von guten Ansätzen inspirieren lassen.
Die Frage der Mitarbeit in der Evangelischen Allianz (EA) und anderen übergemeindlichen Initiativen ist jeder einzelnen evangelikalen Gemeinde freigestellt, wobei auf das Gesamtwohl des BEG Rücksicht genommen werden soll. Der BEG selbst ist Partner bei der Evangelischen Allianz.
Der BEG beteiligt sich nur an solchen Formen organisierter Einheit, die die elementaren Glaubensgrundlagen, wie sie im Glaubensbekenntnis der BEG festgehalten werden, bejahen. Gegenüber dem Ökumenischen Rat der Kirchen (ÖRK) gibt es deshalb Vorbehalte.